# ロンドンのトラファルガー広場
『ロンドンのトラファルガー広場』（ロンドンのトラファルガーひろば、London's Trafalgar Square）は、1890年に制作されたイギリスの短編サイレント映画、アクチュアリティ映画で、いずれも発明家で、映画の先駆者であったワーズワース・ドニスソープとウィリアム・カー・クロフツが監督した、毎秒およそ10フレームの速度で、楕円形ないし円形のフレームがセルロイドのフィルムに「キネシグラフ (kinesigraph)」カメラで撮映された、ロンドンの
トラファルガー広場の交通の模様が映っている。現存する10フレームのフィルムは、知られている限り、ロンドンの風景を写した最古の動画である。